# Seznam guvernerjev Idaha
Seznam guvernerjev Idaha.
- George L. Shoup, Republikanec, 1890-1891
- N. B. Willey, Republikanec, 1891-1893
- William J. McConnell, Republikanec, 1893-1897
- Frank Steunenberg, Demokrat, 1897-1901
- Frank W. Hunt, Demokrat, 1901-1903
- John T. Morrison, Republikanec, 1903-1905
- Frank R. Gooding, Republikanec, 1905-1909
- James H. Brady, Republikanec, 1909-1911
- James H. Hawley, Demokrat, 1911-1913
- John M. Haines, Republikanec, 1913-1915
- Moses Alexander, Demokrat, 1915-1919
- D. W. Davis, Republikanec, 1919-1923
- Charles C. Moore, Republikanec, 1923-1927
- H. C. Baldridge, Republikanec, 1927-1931
- C. Ben Ross, Demokrat, 1931-1937
- Barzilla W. Clark, Demokrat, 1937-1939
- C. A. Bottolfsen, Republikanec, 1939-1941
- Chase A. Clark, Demokrat, 1941-1943
- C. A. Bottolfsen, Republikanec, 1943-1945
- Charles C. Gossett, Demokrat, 1945-1945
- Arnold Williams, Demokrat, 1945-1947
- C. A. Robins, Republikanec, 1947-1951
- Len B. Jordan, Republikanec, 1951-1955
- Robert E. Smylie, Republikanec, 1955-1967
- Don Samuelson, Republikanec, 1967-1971
- Cecil D. Andrus, Demokrat, 1971-1977
- John V. Evans, Demokrat, 1977-1987
- Cecil D. Andrus, Demokrat, 1987-1995
- Phil Batt, Republikanec, 1995-1999
- Dirk A. Kempthorne, Republikanec, 1999-